# Дигоры
Дигоры (укр. Дігори) — село, относится к Окнянскому району Одесской области Украины.
Население по переписи 2001 года составляло 175 человек. Почтовый индекс — 67911. Телефонный код — 4861. Занимает площадь 1,26 км². Код КОАТУУ — 5123185703.

## Местный совет
67911, Одесская обл., Окнянский р-н, с. Чёрная